# 散秩大臣
散秩大臣，清代從二品武職，無定員。《欽定大清會典》：「散秩大臣無定員，掌統領侍衞親軍以先後。」散秩大臣負責協助領侍衛內大臣、內大臣的侍衛一應相關事務。該職多由皇帝特恩補授，算是皇帝恩典的大臣職務，有清一代多授予宗室、外藩蒙古、功臣貴冑的後代，乃是清朝皇帝除了封賞爵位外的另一恩典方式，可以快速爬升至二品高官的地位。

## 职衔
散秩大臣（穆麟德轉寫：sula amban），音譯為「蘇拉昂邦」，意為「閑散的大臣」。「散秩」意為閑散而無一定職守的官位，詞意與滿文sula如出一轍。故此，將sula譯成散秩頗有信達雅之效。
散秩大臣雖為從二品，卻只食三品俸祿。在侍衛系統中位列領侍衛內大臣和內大臣之後，協助處理事務，屬榮譽性職務，自宗室爵輔國將軍以上、宗室一等侍衛，或民爵男爵以上簡選任命，「多由特恩補授，或人員不敷，於宗室鎮國公、輔國公，鎮國將軍、輔國將軍，宗室一等侍衛暨公、侯、伯、子、男內簡選引見，或授散秩大臣，或署散秩大臣。」散秩大臣亦可世襲，不過，有清一代得以世襲散秩大臣的家族寥寥可數。從《嘯亭雜錄》所載來看，「只有蒙古明安貝勒後一人，佟忠勇公國綱後一人，李懋烈公國翰後一人，覺羅武功郡王後一人，石忠毅公廷桂後一人，楊額駙舒後一人。」
滿洲勛貴子弟多有授散秩大臣者，對漢人而言欲晉升此職卻極難，誠如龔自珍所言：「漢人襲父爵者，出為弁士，入為侍衛，父祖功最高，入拜散秩大臣，而蔭庇之榮極矣！」